# Stor-Våndsjön
Stor-Våndsjön (på norska Store Vonsjøen) är en sjö på gränsen mellan Sverige och Norge, i Älvdalens kommun i Dalarna och Engerdals kommun i Innlandet fylke. Sjön ingår i Dalälvens huvudavrinningsområde. Den har en area på 5,14 kvadratkilometer och ligger 793,1 meter över havet. Sjön avvattnas av vattendraget Storån. Vid provfiske har abborre, gädda, röding och öring fångats i sjön.

## Delavrinningsområde
Stor-Våndsjön ingår i det delavrinningsområde (691046-131673) som SMHI kallar för Utloppet av Stor-Våndsjön. Medelhöjden är 833 meter över havet och ytan är 22,31 kvadratkilometer. Räknas de 4 avrinningsområdena uppströms in blir den ackumulerade arean 30,75 kvadratkilometer. Storån som avvattnar avrinningsområdet har biflödesordning 2, vilket innebär att vattnet flödar genom totalt 2 vattendrag innan det når havet efter 528 kilometer. Avrinningsområdet består mestadels av skog (38 procent), öppen mark (34 procent) och kalfjäll (14 procent). Avrinningsområdet har 3,03 kvadratkilometer vattenytor vilket ger det en sjöprocent på 13,6 procent.